# Kasper D. Gattrup
Kasper Delfort Gattrup (født 18. december 1976 i Odense) er en dansk skuespiller, improvisator, komiker og stand-up'er.
Han blev uddannet til skuespiller i 2003 fra Skandinavisk Teaterskole og er blandt andet kendt fra impro comedy gruppen Specialklassen.

## Teater
- 2009 - Så er der bare os 3, Deke
- 2005 - Cyrano, Christian
- 2006 - Kong Lear, nar
- 2007 - Hamlet, Rosenkrantz
- 2007 - Bare det var mig
- 2008 - Giro 413
- 2009 og 2011 - Stodder
- 2009-2012 - Folk og røvere i Kardemomme by, Bageren
- 2010 - Pinocchio, Pinocchio
- 2011 - Junoirbanden & iskrigen, Schmidt
- 2012 - Sønderborg Sommerrevy
- 2013 - Eftersidning
- 2014 - Pippi, Kling og Dunder Karlsson
- 2015-2018 - Revy Perler
- 2018-2019 - Esbjerg Revyen
- 2020 - Nykøbing F. Revyen (aflyst pga. coronaviruspandemien)

## Film & Tv
- 2009 - Skyggeland, kortfilm
- 2000 - Undervejs, kortfilm
- 2012 - Hotel Zimmerfrei, DR2
- 2013 - Lars & Casper præsenterer, TV2
- 2019 - Store Lars
- 2020 - Lille Sommerfugl
- 2020 - Limboland, Xee

## Dubbing & radio
- 2007 - Vupti, DR Radio Drama
- 2009 - Splint & co, Ramasjang
- 2010 - Nisselægen David, Ramasjang
- 2017 - Buddy Thunderstruck, Netflix
- 2021 - Monsters på job, Disney+